# Doug Hart
Doug Hart (6 de junho de 1939 – 1 de janeiro de 2020) foi um jogador profissional de futebol americano estadunidense.

## Carreira
Hart foi campeão do Super Bowl II jogando pelo Green Bay Packers. Morreu no dia 1 de janeiro de 2020, aos 80 anos.